# (214928) Carrara
(214928) Carrara est un astéroïde de la ceinture principale.

## Description
(214928) Carrara est un astéroïde de la ceinture principale. Il fut découvert le 5 novembre 2007 à Vallemare Borbona par Vincenzo Silvano Casulli. Il présente une orbite caractérisée par un demi-grand axe de 2,34 UA, une excentricité de 0,02 et une inclinaison de 4,2° par rapport à l'écliptique.